# Dorothea Lata
Dorothea Lata (* 30. Januar 1982 Świętochłowice, Polen) ist eine deutsche Schauspielerin und Filmemacherin.

## Leben

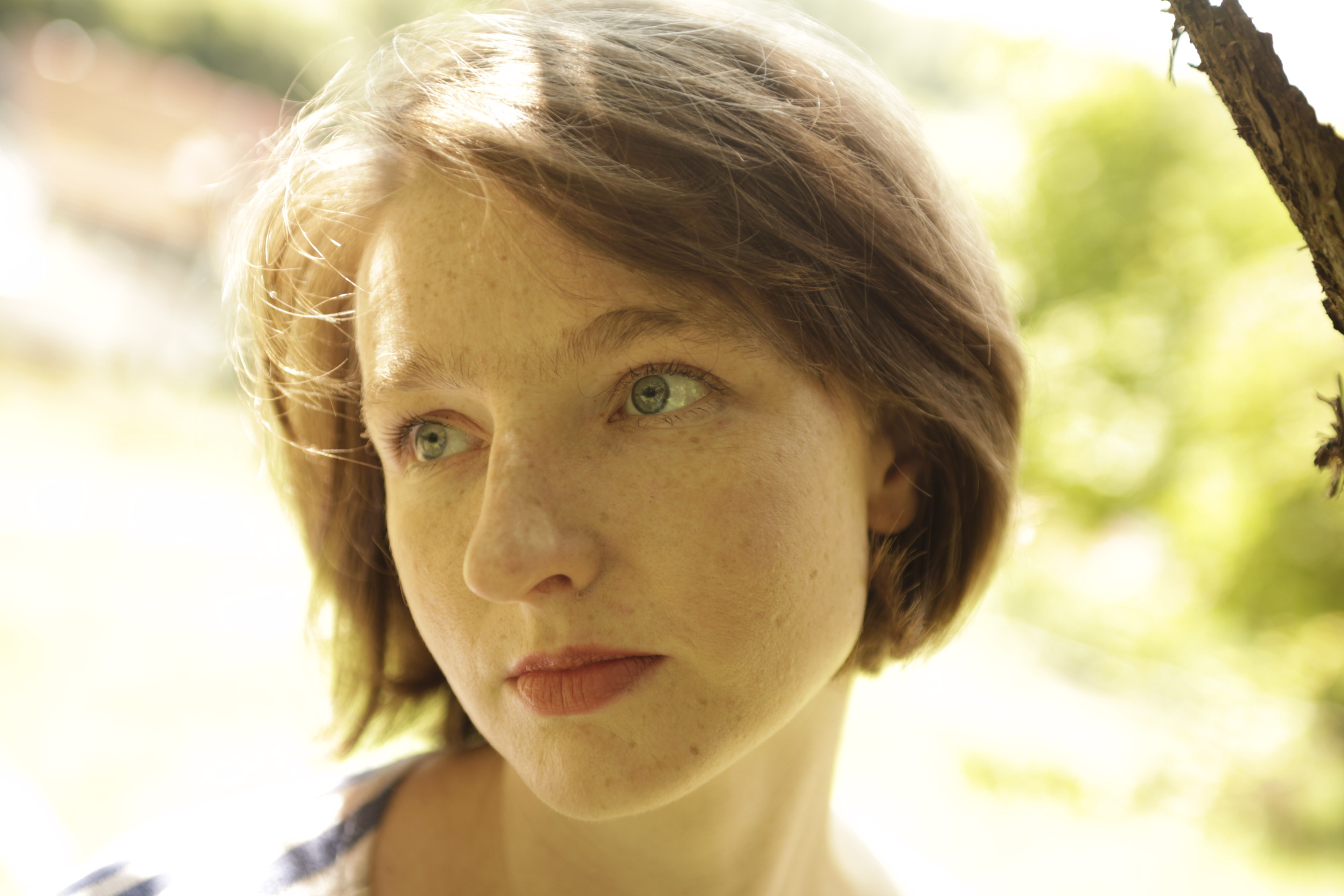
Dorothea Lata (2014)

Dorothea Lata wurde in Oberschlesien/Polen geboren. 1986 emigrierte sie mit ihren Eltern nach Hannover. Von 2000 bis 2004 absolvierte sie ihre Schauspielausbildung an der Otto-Falckenberg-Schule München. Danach arbeitete sie zunächst als Schauspielerin am Thalia Theater Halle und wechselte dann 2006 ans Saarländische Staatstheater. Während der Zeit in Saarbrücken entstand ihr erster Kurzfilm Yeah, Oh, Yeah. Sie spielte in dem Independentfilmprojekt ...und Exitus die weibliche Hauptrolle und 2013 war sie in dem saarländischen Tatort Melinda zu sehen.
2010/11 verbrachte sie in Warschau und Oberschlesien, um dort an ihrem ersten Dokumentarfilm zu arbeiten. In dieser Zeit nahm sie am deutsch-polnischen Projekt Sąsiedzi PL-DE teil, in dessen Rahmen der Kurzfilm Ida nazod entstand, der 2011 auf dem „Planete Doc Festival“ in Warschau gezeigt wurde.
Der Dokumentarfilm Schlesiengrube, eine Heimatgeschichte feierte seine Premiere 2013 auf dem Filmfestival RegioFun in Katowice und war im Wettbewerb des Neiße Filmfestival 2014 zu sehen.
Seit 2013 lebt sie mit ihrem Mann, dem Musiker und Filmemacher Oliver Ziegler, im Südharz. Sie arbeitet als freie Schauspielerin für Film und Theater und realisiert zusammen mit ihrem Mann Theater-/Film- und Musikprojekte.

## Filmographie
als Darstellerin
- 2001 Ein Sommertraum (Fernsehfilm)
- 2002 Bananen, Orangen, Erdbeeren (Kurzspielfilm)
- 2004 21 Liebesbriefe (Fernsehfilm)
- 2006 Sarrelibre (Kurzspielfilm)
- 2008 Das Kunzept (Kurzspielfilm)
- 2009 Depereo (Kurzspielfilm)
- 2010 ...und Exitus (Spielfilm)
- 2012 Tatort	– Melinda (Fernsehreihe)
- 2013 Forum Fairer Handel – Be fair. Everywhere (Wettbewerbsbeitrag Rec A<Fair)
- 2016 Terra	X – Ein Tag in ... (Dokufilmreihe)
- 2023 Die Q ist ein Tier (Spielfilm)

als Filmemacherin
- 2006 Yeah, Oh, Yeah! (Kurzfilm)
- 2011 Ida nazod (Kurzfilm)
- 2013 Schlesiengrube, eine Heimatgeschichte (Dokumentarfilm)

## Theater
Engagements
- 2003–2004 Münchner Kammerspiele
- 2004 LTS Memmingen
- 2004–2006 Thalia Theater Halle
- 2006–2014 Saarländisches Staatstheater
- 2015–2017 Deutsches Theater Göttingen

freie Projekte
- seit 2013 Don Quixote (Tournee)

## Sprechertätigkeiten
- 2013 Schlesiengrube, eine Heimatgeschichte
- 2018 Das Larouette Protokoll
- 2019 Imagefilm Osteopathie